# 七百二十角形
七百二十角形（ななひゃくにじゅうかくけい、ななひゃくにじゅうかっけい）は、多角形の一つで、720本の辺と720個の頂点を持つ図形である。内角の和は129240°、対角線の本数は258120本である。

## 正七百二十角形
正七百二十角形においては、中心角と外角は0.5°で、内角は179.5°となる。一辺の長さが a の正七百二十角形の面積 S は
{\displaystyle S=180a^{2}\cot {\frac {\pi }{720}}}

### 正七百二十角形の作図
正七百二十角形は定規とコンパスによる作図が不可能な図形である。
正七百二十角形は折紙により作図可能である。